# Facel Vega FV
Facel Vega FV är en personbil, tillverkad av den franska biltillverkaren Facel Vega mellan 1954 och 1959. Den uppdaterade Facel Vega HK500 fortsatte sedan tillverkas till 1961. 
I början av femtiotalet förlorade Facel ett kontrakt på karosser åt Panhard. Jean Daninos såg möjligheten att utnyttja den lediga produktionskapaciteten till att bygga en bil under eget namn. Då Facel främst var karossbyggare saknade man resurser att bygga egna motorer. Detta löste man genom att köpa in V8-motorer från amerikanska Chrysler. Daninos hade avsikten att bygga bilar i samma klass som trettiotalets franska storheter, som Bugatti Type 57, Delahaye 135 och Talbot-Lago T150. Traditionella franska bilentusiaster uppskattade dock inte den jämförelsen, på grund av motorns ”utländska” ursprung. Bilen döptes till Facel Vega FV, efter den ljusstarkaste stjärnan i stjärnbilden Lyran.
Produktionen startade 1954 och bilens eleganta formgivning och lyxiga interiör imponerade på publiken. Det höga priset höll dock nere efterfrågan. De flesta bilar fick täckt coupé-kaross, men man byggde även ett litet antal cabrioleter. Motorn uppdaterades i snabb takt, med allt större slagvolym och toppeffekt. Med dessa stora motorer hörde Facel Vega till världens snabbaste bilar.
1959 uppdaterades modellen med modifierad front och akter, ännu större motor och skivbromsar runt om. Den bytte samtidigt namn till Facel Vega HK500.
Versioner:
| Modell | Motor             | Cylindervolym | Effekt | Bränslesystem    |
| ------ | ----------------- | ------------- | ------ | ---------------- |
| FV1    | 8-cyl V-motor ohv | 4528 cm³      | 180 hk | Dubbla förgasare |
| FV2    | 8-cyl V-motor ohv | 4770 cm³      | 203 hk | Dubbla förgasare |
| FV3    | 8-cyl V-motor ohv | 4940 cm³      | 217 hk | Dubbla förgasare |
| FV4    | 8-cyl V-motor ohv | 5413 cm³      | 285 hk | Dubbla förgasare |
| HK500  | 8-cyl V-motor ohv | 5907 cm³      | 360 hk | Dubbla förgasare |

## Tillverkning[1]
| Modell | Antal |
| ------ | ----- |
| FV     | 351   |
| HK500  | 548   |